# Alfred Leurquin
Emile Alfred Leurquin (Corroy-le-Grand, 2 februari 1876 - Waver, 26 juli 1951) was een Belgisch senator en burgemeester.

## Levensloop
Leurquin was een van de zes kinderen van Nestor Leurquin (1849-1909) en van Sidonie Severin (1849-1909). Hij studeerde af als landbouwingenieur en werd landbouwer.
In 1926 werd hij verkozen tot gemeenteraadslid van Waver en was burgemeester van de stad van 1927 tot 1949 (of misschien tot aan zijn dood). Op 16 april 1949 ontving hij nog als burgemeester, prinses Josephine Charlotte, die voor het eerst sinds de oorlog weer in België kwam.
Hij werd liberaal senator:
- voor het arrondissement Nijvel (1925-1929),
- voor de provincie Brabant (1929-1932),
- voor het arrondissement Nijvel (1936-1946).

Waver heeft een Square Leurquin.